# رحیم‌آقالی
رحیم‌آقالی (به لاتین: Rəhimağalı) یک منطقه مسکونی در جمهوری آذربایجان است که در شهرستان آق‌سو واقع شده است. رحیم‌آقالی ۱۲۳ نفر جمعیت دارد.